# Paul Aron
Paul Aron (* 4. února 2004 Tallinn) je estonský pilot, který je v současnosti rezervním jezdcem ve Formuli 1 v týmu Alpine. V roce 2024 závodil ve Formuli 2 za tým Hitech, kde skončil v celkovém pořadí ve své první sezóně třetí.
V roce 2023 závodil ve Formuli 3 za tým Prema Racing. V této sezóně skončil na třetím místě. V letech 2021 a 2022 se účastnil Evropského šampionátu Formule Regional. Předtím mezi lety 2019 a 2020 jezdil v šampionátech Formula Renault Eurocup, Italská Formule 4 a ADAC Formule 4.
V roce 2024 debutoval ve Formuli E za tým Envision Racing v Berlínské E-Prix. Bodovat se mu v tomto víkendu nepodařilo.

## Formule 1
Od roku 2019 byl Aron součástí akademie Mercedesu, ale po sezóně 2023 ji musel opustit.
Poté si na konci roku 2024 svými dobrými výkony ve Formuli 2 vysloužil místo v akademii týmu Alpine a od roku 2025 se stal jeho rezervním jezdcem.

## Výsledky
| Legenda k tabulce | Legenda k tabulce                                                                       |
| Barva             | Výsledek                                                                                |
| ----------------- | --------------------------------------------------------------------------------------- |
| Zlatá             | Vítěz                                                                                   |
| Stříbrná          | 2. místo                                                                                |
| Bronzová          | 3. místo                                                                                |
| Zelená            | Bodované umístění                                                                       |
| Modrá             | Nebodované umístění                                                                     |
| Modrá             | Dokončil neklasifikován (NC)                                                            |
| Fialová           | Odstoupil (Ret)                                                                         |
| Červená           | Nekvalifikoval se (DNQ)                                                                 |
| Červená           | Nepředkvalifikoval se (DNPQ)                                                            |
| Černá             | Diskvalifikován (DSQ)                                                                   |
| Bílá              | Nestartoval (DNS)                                                                       |
| Bílá              | Závod zrušen (C)                                                                        |
| Světle modrá      | Pouze trénoval (PO)                                                                     |
| Světle modrá      | Páteční testovací jezdec (TD)                                                           |
| Bez barvy         | Netrénoval (DNP)                                                                        |
| Bez barvy         | Vyřazen (EX)                                                                            |
| Bez barvy         | Nepřijel (DNA)                                                                          |
| Bez barvy         | Odvolal účast (WD)                                                                      |
| Bez barvy         | Nezúčastnil se (prázdné)                                                                |
| Označení          | Význam                                                                                  |
| Tučnost           | Pole position                                                                           |
| Kurzíva           | Nejrychlejší kolo                                                                       |
| †                 | Jezdec nedojel do cíle, ale byl klasifikován, protože odjel více než 90 % délky závodu. |
| ‡                 | Byl udělován poloviční počet bodů, protože bylo odjeto méně než 75 % délky závodu.      |
| Horní index       | Umístění bodujících jezdců ve sprintu                                                   |

### Kompletní výsledky ve Formuli 3
| Rok  | Tým          | 1         | 2          | 3         | 4         | 5          | 6         | 7         | 8         | 9         | 10         | 11         | 12        | 13        | 14        | 15        | 16        | 17          | 18        | Body | Umístění |
| ---- | ------------ | --------- | ---------- | --------- | --------- | ---------- | --------- | --------- | --------- | --------- | ---------- | ---------- | --------- | --------- | --------- | --------- | --------- | ----------- | --------- | ---- | -------- |
| 2023 | Prema Racing | BHR SPR 5 | BHR FEA 12 | MEL SPR 3 | MEL FEA 6 | MON SPR 10 | MON FEA 3 | CAT SPR 5 | CAT FEA 5 | RBR SPR 1 | RBR FEA 25 | SIL SPR 12 | SIL FEA 4 | HUN SPR 4 | HUN FEA 5 | SPA SPR 3 | SPA FEA 8 | MNZ SPR Ret | MNZ FEA 7 | 112  | 3. místo |

### Kompletní výsledky ve Formuli 2
| Rok  | Tým                | 1         | 2         | 3         | 4          | 5          | 6         | 7         | 8         | 9         | 10        | 11        | 12        | 13        | 14        | 15          | 16         | 17        | 18          | 19         | 20          | 21         | 22          | 23        | 24        | 25         | 26         | 27          | 28         | Body | Umístění  |
| ---- | ------------------ | --------- | --------- | --------- | ---------- | ---------- | --------- | --------- | --------- | --------- | --------- | --------- | --------- | --------- | --------- | ----------- | ---------- | --------- | ----------- | ---------- | ----------- | ---------- | ----------- | --------- | --------- | ---------- | ---------- | ----------- | ---------- | ---- | --------- |
| 2023 | Trident            | BHR SPR   | BHR FEA   | JED SPR   | JED FEA    | MEL SPR    | MEL FEA   | BAK SPR   | BAK FEA   | MCO SPR   | MCO FEA   | CAT SPR   | CAT FEA   | RBR SPR   | RBR FEA   | SIL SPR     | SIL FEA    | HUN SPR   | HUN FEA     | SPA SPR    | SPA FEA     | ZAN SPR    | ZAN FEA     | MNZ SPR   | MNZ FEA   | YMC SPR 16 | YMC FEA 18 |             |            | 0    | 24. místo |
| 2024 | Hitech Pulse-Eight | BHR SPR 5 | BHR FEA 3 | JED SPR 2 | JED FEA 10 | MEL SPR 18 | MEL FEA 2 | IMO SPR 2 | IMO FEA 6 | MON SPR 7 | MON FEA 3 | CAT SPR 3 | CAT FEA 4 | RBR SPR 3 | RBR FEA 5 | SIL SPR Ret | SIL FEA 12 | HUN SPR 6 | HUN FEA Ret | SPA SPR 18 | SPA FEA 16† | MNZ SPR 20 | MNZ FEA Ret | BAK SPR 6 | BAK FEA 6 | LSL SPR 7  | LSL FEA 1  | YMC SPR DSQ | YMC FEA 11 | 163  | 3. místo  |

### Kompletní výsledky ve Formuli E
| Rok     | Tým             | Šasi           | Motor           | 1   | 2   | 3   | 4   | 5   | 6   | 7   | 8   | 9      | 10     | 11  | 12  | 13  | 14  | 15  | 16  | Body | Umístění  |
| ------- | --------------- | -------------- | --------------- | --- | --- | --- | --- | --- | --- | --- | --- | ------ | ------ | --- | --- | --- | --- | --- | --- | ---- | --------- |
| 2023–24 | Envision Racing | Formula E Gen3 | Jaguar I-Type 6 | MEX | DRH | DRH | SAP | TOK | MIS | MIS | MCO | BER 13 | BER 14 | SIC | SIC | POR | POR | LDN | LDN | 0    | 27. místo |